# Harrisonburg (Luisiana)
Harrisonburg é uma vila localizada no estado americano de Luisiana, na Paróquia de Catahoula.

## Demografia
Segundo o censo americano de 2000, a sua população era de 746 habitantes.
Em 2006, foi estimada uma população de 732, um decréscimo de 14 (-1.9%).

## Geografia
De acordo com o United States Census Bureau tem uma área de
2,7 km², dos quais 2,4 km² cobertos por terra e 0,3 km² cobertos por água. Harrisonburg localiza-se a aproximadamente 24 m acima do nível do mar.

## Localidades na vizinhança
O diagrama seguinte representa as localidades num raio de 32 km ao redor de Harrisonburg.